# Raymond Kévorkian

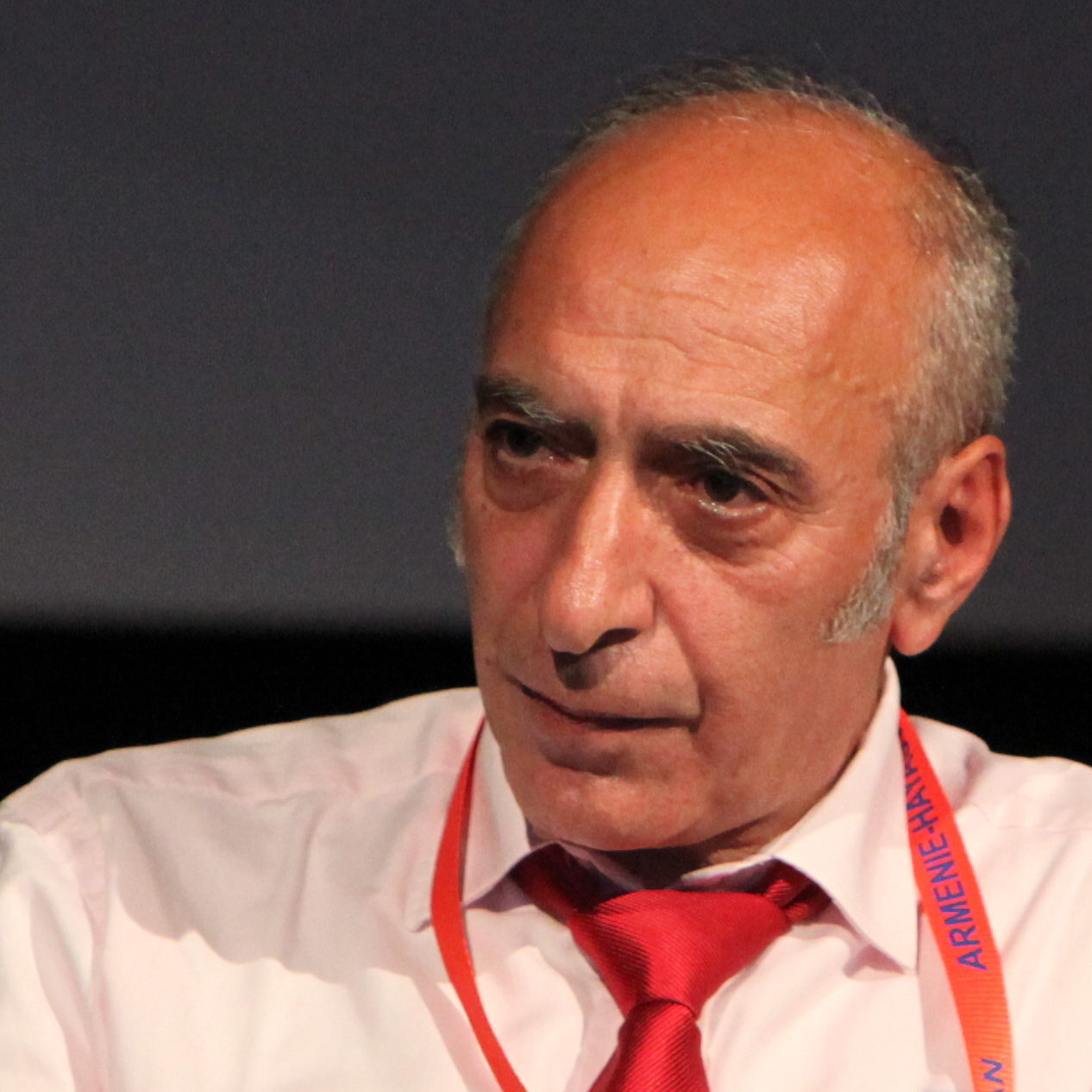
Raymond Kevorkian

Raymond Haroutioun Kévorkian (22 de febrero de 1953) es un historiador franco-armenio. Es miembro extranjero de la Academia Nacional de Ciencias de la República de Armenia. Desde 1980, Kérvokian posee un doctorado en historia, e imparte la docencia.

## Biografía
Kévorkian realizó sus estudios en la Universidad de París 8, donde impartió clases y ejerció como director de investigación en el Instituto Francés de Geopolítica (Institut Français de Géopolitique). También es director de la Biblioteca Nubariana en París y es editor de la revista d'Histoire arménienne contemporaine (Historia de la Armenia Contemporánea).
Kevorkian es autor de Genocidio Armenio: Historia Completa, "un registro exhaustivo y autorizado de los orígenes, eventos, y consecuencias del genocidio armenio". Fue publicado originalmente a francés en 2006. Es el primer libro en hacer uso extensivo de los archivos de la Biblioteca Nubariana.
En 2010, Kevorkian recibió el Premio Presidencial por parte del Presidente de Armenia Serzh Sargsián en reconocimiento de sus grandes contribuciones como académico. Es miembro de la Sociedad de Geografía de París y miembro de la junta de la Asociación Internacional de Estudios Armenios.
En 2015, recibió la Legión de Honor francesa.